# Leucotmemis kaietura
Leucotmemis kaietura är en fjärilsart som beskrevs av William Schaus 1940. Leucotmemis kaietura ingår i släktet Leucotmemis och familjen björnspinnare. Inga underarter finns listade i Catalogue of Life.